# Terje Andersen
Terje "Cyrus" Andersen (ur. 12 maja 1975) – norweski muzyk, gitarzysta i basista. Andersen znany jest przede wszystkim jako wieloletni gitarzysta formacji Susperia. W latach 2000–2002 współpracował z zespołem Satyricon. W 2008 roku odbył trasę koncertową wraz z Dimmu Borgir w której zastąpił niedysponowanego Toma Rune "Galdera" Andersena. W 2009 roku został członkiem koncertowego składu projektu Thomasa Bergliea pod nazwą Sarke. W 2010 roku ponownie dołączył do zespołu Dimmu Borgir w którym objął stanowisko basisty.